# Ernest Raynaud (journaliste)
Pour l’article ayant un titre homophone, voir Ernest Raynaud.
Pour les articles homonymes, voir Reynaud.
Ernest Augustin Raynaud, né le 9 février 1902 à Vias (Hérault) et mort le 31 décembre 1969 à Neuilly-sur-Seine, dit Robert Tréno, ou encore R. Tréno, est un journaliste libertaire français.

## Biographie
Né en 1902 à Vias (Hérault). Issu d'un milieu modeste, il fait dans sa jeunesse de la prison pour des articles parus dans des journaux socialistes. Il entre comme correcteur au Canard enchaîné en 1924, puis devient ensuite rédacteur en 1932. Le milieu des correcteurs était à cette époque très en faveur des idées anarchistes.
Mobilisé dans le génie en 1939, il est fait prisonnier par les Allemands et détenu à Meaux. Après deux tentatives d'évasion, il réussit à filer et rejoint sa femme et sa fille à Paris. Il rejoint la zone Sud avec sa famille, guidé par un passeur. De début 1941 à la Libération, il est à Lyon. Il collabore au Journal et à l'hebdomadaire humoristique Guignol, en écrivant des articles multipliant les allusions irrévérencieuses à l'encontre de l'occupant allemand. Il a aussi des contacts avec les résistants de Lyon, et en particulier Georges Altman, un des dirigeants de Franc-Tireur.
De retour du maquis de l'Ardèche, il est inquiété par les Allemands et arrêté en août 1944, puis libéré. Il revient en septembre 1944 à Paris et reprend ses articles dans le Canard enchaîné. Il partage avec Georges Altman la rédaction en chef de Franc-Tireur, dont il démissionne en 1954 pour se consacrer au Canard enchaîné.
Ernest Raynaud dirigea le Canard enchaîné de 1953 à sa mort soudaine, survenue le 31 décembre 1969. Il est inhumé dans le cimetière parisien de Bagneux.